# Boston-Marathon 1946
| 50. Boston-Marathon    | 50. Boston-Marathon              |
| ---------------------- | -------------------------------- |
| Stadt                  | Boston, Vereinigte Staaten       |
| Datum                  | 20. April 1946                   |
| Distanz                | 41,1 – 42,2 Kilometer            |
| Sieger                 |                                  |
| Männer                 | Stylianos Kyriakides (2:29:27 h) |
| ← Boston-Marathon 1945 | Boston-Marathon 1947 →           |
| Website                | Offizielle Website               |

Der Boston-Marathon 1946 war die 50. Ausgabe der jährlich stattfindenden Laufveranstaltung in Boston, Vereinigte Staaten. Der Marathon fand am 20. April 1946 statt. Die Laufdistanz betrug zwischen 41,1 und 42,2 Kilometer.
Es gewann Stylianos Kyriakides in 2:29:27 h.

## Ergebnis
| Platz | Athlet               | Land               | Zeit (h) |
| ----- | -------------------- | ------------------ | -------- |
| 01    | Stylianos Kyriakides | Griechenland       | 2:29:27  |
| 02    | Johnny Kelley        | Vereinigte Staaten | 2:31:27  |
| 03    | Gérard Côté          | Kanada             | 2:36:34  |
| 04    | Louis Gregory        | Vereinigte Staaten | 2:37:23  |
| 05    | Albert Morton        | Kanada             | 2:38:54  |
| 06    | Jack Kersnason       | Vereinigte Staaten | 2:41:20  |
| 07    | Lloyd Evans          | Kanada             | 2:43:02  |
| 08    | Charles Robbins Jr.  | Vereinigte Staaten | 2:43:59  |
| 09    | Ted Vogel            | Vereinigte Staaten | 2:44:24  |
| 10    | Louis Young          | Vereinigte Staaten | 2:44:48  |